# Gombe (delstat)
Gombe är en delstat i nordöstra Nigeria. Den var tidigare en del av Bauchi, men bildade en egen delstat 1996. 